# Cârstănești, Vâlcea
Cârstănești este un sat în comuna Oteșani din județul Vâlcea, Oltenia, România. Satele învecinate sunt: Deasupra Morii, Sub Deal și Urși (comuna Popești). Comunele învecinate sunt Măldărești la nord și Popești la sud.

## Personalități
- Dumitru Miuță (n. 1951), interpret de muzică populară
- Tatian Miuță (n. 1947), scriitor

 Acest articol despre o localitate din județul Vâlcea este deocamdată un ciot. Puteți ajuta Wikipedia prin completarea lui.